# Glyndŵr's Way
Glyndŵr's Way (Welsh: Llwybr Glyndwr) is een langeafstandswandelpad (National Trail) in Wales. Het pad is 217 kilometer lang. Het loopt van Knighton naar Welshpool.

## Geschiedenis
Het pad is genoemd naar de Welshman Owain Glyndŵr, zijnde een vrijheidsstrijder voor Wales. Hij werd geboren in 1359 als zoon van Gryffydd Fychan. Na met de Engelsen te hebben samengewerkt kwam daar in 1410 een einde aan en werd hij een "Guerrillas". Dit samen met zijn zoon Maredudd. Hij is overleden op 20 september 1415 in Monnington-on-Wye.

## Traject
Het pad begint in Knighton en maakt een brede lus naar links om te eindigen in Welshpool (Welsh Y Trallwng). Het pad heeft een lengte van 132 mile (212 kilometer). Knighton is gelegen op de route van het Offa's Dyke Path.
Het pad is normaliter in 9 dagen te wandelen. De navolgende plaatsen en gehuchten kunnen dan worden aangedaan: Knighton - Felindre - Abbeycwmhir - Llanidloes - Dyliffe - Machynlleth - Llanbrynmair - Llanwyddyn - Pont Robert - Welshpool.

## Galerij

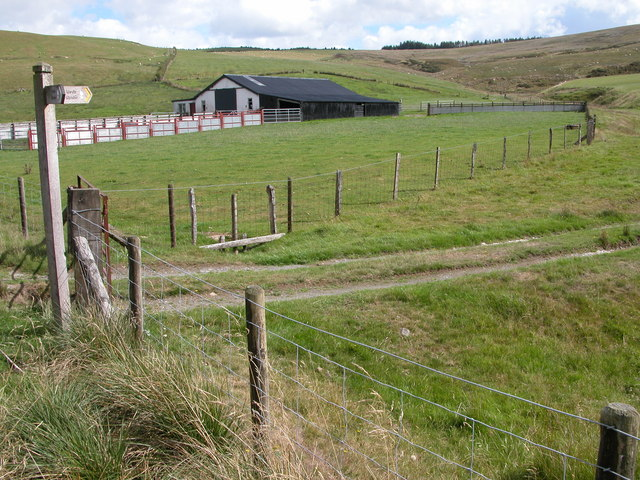
Langs Glyndwr's Way
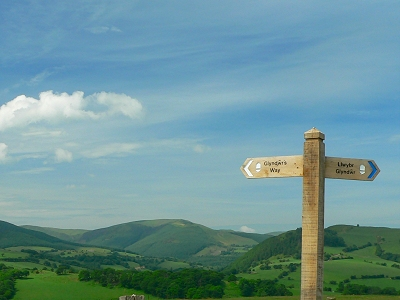
Wegwijzer